# Ahmed Arifi Pascha

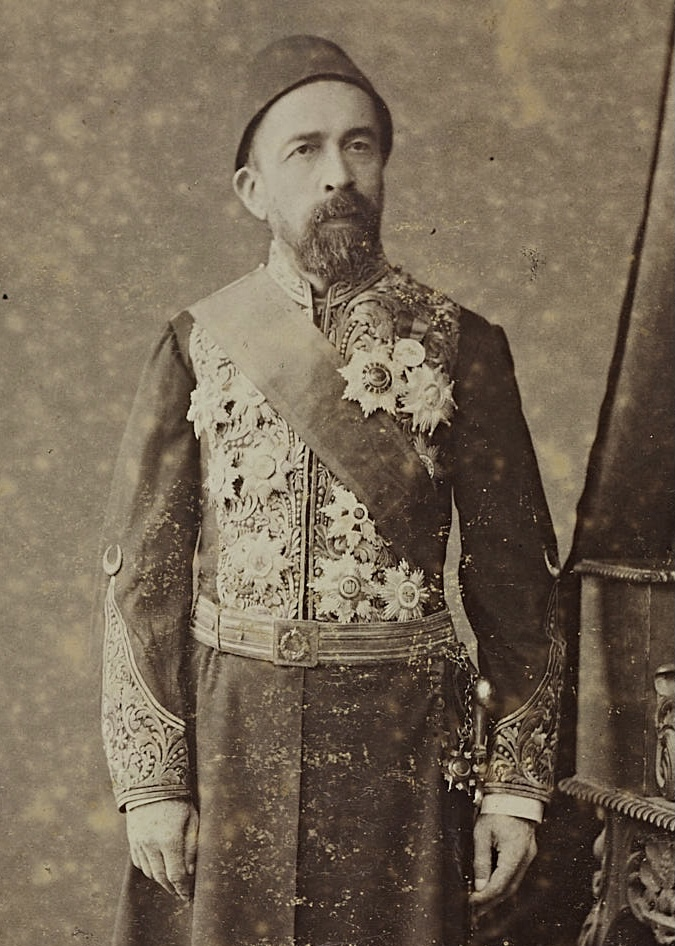
Ahmed Arifi Pascha (um 1872)

Ahmed Arifi Pascha, auch Aarifi Pascha, (* 1830 in Konstantinopel; † 1895 oder 1896) war ein osmanischer Staatsmann und Politiker. Er war mehrfach Minister und im Jahr 1879 Großwesir des Osmanischen Reiches. Arifi Pascha gehörte zu den Unterstützern der Reformversuche von Midhat Pascha, der dem Reich eine Verfassung geben wollte.

## Leben
Ahmed Arifi Pascha wurde 1830 als Sohn des Diplomaten und osmanischen Außenministers Mehmed Şekib Pascha geboren. Nach Privatunterricht in östlichen und westlichen Sprachen und Wissenschaften trat er im Alter von 15 Jahren als „wissenschaftlicher Hilfsarbeiter“ in den Dienst des Diwans der Hohen Pforte und begleitete seinen Vater 1847 auf einer Gesandtschaft nach Rom und lebte anschließend zwei Jahre in Wien, wo der Vater Botschafter war. Nach seiner Rückkehr nach Konstantinopel war er in verschiedenen Abteilungen des Auswärtigen Amtes des Reiches angestellt.
Im Jahr 1856 begleitete er den Vorsitzenden des Tanzimatrates Âlî Pascha als Erster Sekretär zur Beendigung des Krimkrieges nach Wien und ein Jahr später nach Paris. Seine inzwischen erworbenen Französisch-Kenntnisse waren ausschlaggebend für die Anstellung als „Erster Übersetzer“ für die Hohe Pforte in Paris. Anschließend war er bis 1872 „Erster Dolmetscher“ beim Diwan. In der Folgezeit bekleidete er mehrere wichtige Positionen im Osmanischen Reich und war nacheinander Unterstaatssekretär für auswärtige Angelegenheiten und Staatssekretär für das Generaldirektorat der Geschützgießerei, Präsident der Exekutivkammer der Justiz und Präsident der Zivilkammer des Kassationsgerichts. Dann wurde er Botschafter in Wien. Nach osmanischen Quellen schätzte Sultan Abdülaziz Arifi wegen seiner Sprachkenntnisse und seiner Bildung und machte ihn am 4. Mai 1873 erneut zum Dolmetscher seines Diwans und einige Monate später zusätzlich zum Direktor für das Pressewesen. Im Jahr 1874 wurde Arifi Pascha zum zweiten Mal Staatssekretär im Außenministerium und einige Monate später im Wezir-Rang Außenminister. Im folgenden Jahr verlor er sein Amt und wurde vorübergehend Justizminister. Nach Ausbruch der Balkankrise fungierte er 1875 erneut als Botschafter in Wien. Nachdem er die Absetzung von Sultan Abdülaziz in einer Wiener Zeitung öffentlich kritisiert hatte, wurde er abberufen.
Nach dem Regierungsantritt von Sultan Abdülhamid II. am 31. August 1876 und der Einführung der ersten osmanischen Verfassung am Ende desselben Jahres wurde Arifi Pascha erst stellvertretender Präsident des Senats (Oberhaus des osmanischen Parlaments) und übernahm kurze Zeit später das Amt für auswärtige Angelegenheiten. Am 5. November 1877 wurde er wieder Botschafter in Paris und blieb bis 1879 in dieser Position.
Am 28. Juli 1879 erließ der Sultan ein Dekret zur Abschaffung des Amtes des Großwesirs und zur Ernennung eines Ministerpräsidenten. Das neue Amt übernahm Arifi Pascha, wurde jedoch im September 1879 schon wieder entlassen. Neuer Ministerpräsident wurde im folgenden Monat Küçük Mehmed Said Pascha. Ahmed Arifi Paschaa sollte 1882 erneut Botschafter in Wien werden, trat das Amt jedoch nicht an. Stattdessen wurde er in Konstantinopel noch zweimal Vorsitzender des Staatsrates (1882, 1885 bis 1891), einmal Außenminister (1882–1884) und schließlich Vorsitzender des Ministerrates (Meclis-i Hass-i Vükela, 1894/95).